# Kuda
Kuda es una ciudad censal situada en el distrito de Dimapur en el estado de Nagaland (India). Su población es de 16108 habitantes (2011). 

## Demografía
Según el censo de 2011 la población de Kuda era de 16108 habitantes, de los cuales 8322 eran hombres y 7786 eran mujeres. Kuda tiene una tasa media de alfabetización del 83,13%, superior a la media estatal del 79,55%: la alfabetización masculina es del 85,52%, y la alfabetización femenina del 80,59%.